# 今泉高光
今泉 高光（いまいずみ たかみつ）は、戦国時代から安土桃山時代にかけての武将。下野宇都宮氏の家臣。下野国上三川城主。

## 生涯
今泉氏は宇都宮氏の支流・横田氏の傍流。
宇都宮国綱の側近。国綱に継嗣が無かったため、豊臣氏の五奉行であった浅野長政から養子を貰おうとしたが、これに不満を持った国綱の弟・芳賀高武の軍勢に攻められ自害に追い込まれた。
この事件は、宇都宮氏改易の遠因になったという。